# Berücksichtigungsfeld
Berücksichtigungsfeld (oder als Anglizismus Evoked set, deutsch „akzeptierte Alternativen“) ist beim Kaufverhalten der Konsumenten diejenige Teilmenge von Produkten einer Produktart, die vom Konsumenten so positiv bewertet wird, dass sie stets für eine Kaufentscheidung in Frage kommt. In der Regel kann sich der Konsument spontan an die Produkte im evoked set erinnern.

## Allgemeines
Bevor ein Konsument eine Kaufentscheidung trifft, muss er unter anderem auch das Produkt oder konkret die Marke auswählen, die er kaufen will. Zur Auswahl stehen die dem Konsumenten bekannten Produkte (englisch awareness set). Nicht zur Auswahl gehören die abgelehnten Marken (englisch reject set) und die Marken, die zwar nicht abgelehnt werden, jedoch auch nicht als akzeptabel angesehen werden (englisch inert set). Letztere werden weder positiv noch negativ vom Konsumenten eingeschätzt, er verhält sich ihnen gegenüber indifferent. Das evoked set besteht aus gleichartigen Produkten, bei denen der Konsument Präferenzen hegt, mit denen er bereits Erfahrungen gesammelt hat oder bei denen es externe Reize gibt.
Auch im deutschsprachigen Raum werden überwiegend diese Anglizismen verwendet, die durch Philip Kotler 1985 in das Marketing eingeführt wurden. Eher selten werden Wahrnehmungsfeld, Markenrahmen, Berücksichtigungsfeld und Auswahlfeld verwendet.

## Entscheidungsprozess
Der evoked set ist neben den vorläufig zurückgestellten Marken (englisch hold set) ein Teil der vom Konsumenten als kauffähig oder kaufwürdig eingestuften Marken (englisch accept set). Der Unterschied zwischen dem accept set und dem evoked set besteht darin, dass ersterer alle grundsätzlich zum Kauf vorgesehenen Marken bündelt, während der Konsument beim evoked set auf Präferenzen und Kauferfahrungen zurückgreifen kann.
Bei der Kaufentscheidung werden folgende Auswahlheuristiken zugrunde gelegt:
- Konjunktive Regel: Es werden diejenigen Alternativen verworfen, die ein Mindestniveau von Produkteigenschaften nicht erreichen.
- Disjunktive Regel: Es werden diejenigen Alternativen ausgesondert, die in einer bestimmten Eigenschaft einen bestimmten Schwellenwert nicht erreichen.
- Lexikografische Regel: Es werden diejenigen Alternativen ausgesondert, die bei den wichtigsten Eigenschaften schlechter abschneiden.

Diese Kriterien sind nicht kompensatorisch, so dass ein Nachteil in einem Merkmal nicht durch einen Vorteil in einem anderen ausgeglichen werden kann. Alle Produkte/Marken, welche aus diesen Auswahlkriterien als kaufrelevant hervorgehen, gehören zum evoked set.

## Selektionsstufen
Nach dem „Dynamic Process Model“ aus 1995 steht dem Entscheidungsprozess des Konsumenten das gesamte Güterangebot (englisch total set) zur Verfügung, das sich aus dem einem Konsumenten bekannten Warenangebot (englisch awareness set) und dem unbekannten Warenangebot (englisch unawareness set) zusammensetzt. Ab dem bekannten, noch umfangreichen Angebot gibt es folgende Stufen, welche die Anzahl der bekannten Produkte auf letztlich ein Produkt verkürzen sollen:
| Art           | Beschreibung                                                                                           | deutscher Begriff                               |
| ------------- | --- | ----------------------------------------------- |
| Awareness Set | Produkte sind dem Konsumenten bekannt                                                                  | Wahrnehmungsfeld                                |
| Reject Set    | bekannte, aber abgelehnte Produkte                                                                     | zurückgewiesene Kaufalternativen                |
| Inert Set     | bekannte, aber weder abgelehnte noch akzeptierte Produkte                                              | Wahrnehmungsfeld                                |
| Accept Set    | Hold set: vorläufig zurückgestellte Produkte Evoked Set: die zur Kaufentscheidung anstehenden Produkte | Markenrahmen Berücksichtigungsfeld, Auswahlfeld |

Der awareness set wurde bereits 1975 in die Fachliteratur eingeführt.

## Wirtschaftliche Aspekte
Der evoked set stellt eine limitierte Kaufentscheidung dar. Zum evoked set gehören meist bis zu fünf Alternativen eines konkreten Produkts. Damit Produkte oder Marken überhaupt zum awareness set werden können, ist Werbung und Marketing erforderlich, um in den evoked set zu gelangen. Durch Assoziation kann beispielsweise der Gedanke an Waschmittel spontane Erinnerungen des Konsumenten an bestimmte Marken hervorrufen.

## Abgrenzung
Evoked Set und Consideration Set werden in der Fachliteratur manchmal als Synonyme angesehen. Frühere Autoren sprachen 1975 in der Hierarchie der verschiedenen sets vom Evoked Set. Erst 1980 erfolgte eine Weiterentwicklung. Eine Differenzierung zwischen Consideration Set und Evoked Set findet sich erstmals 1991. Im Gegensatz zum Evoked Set, bei dem keine Unterscheidung zwischen den am Anfang und am Ende der Alternativensuche berücksichtigten Marken vorgenommen wird, bezieht sich der Consideration Set auf den Beginn des Auswahlprozesses.